# Dorfkirche (Potsdam-Grube)

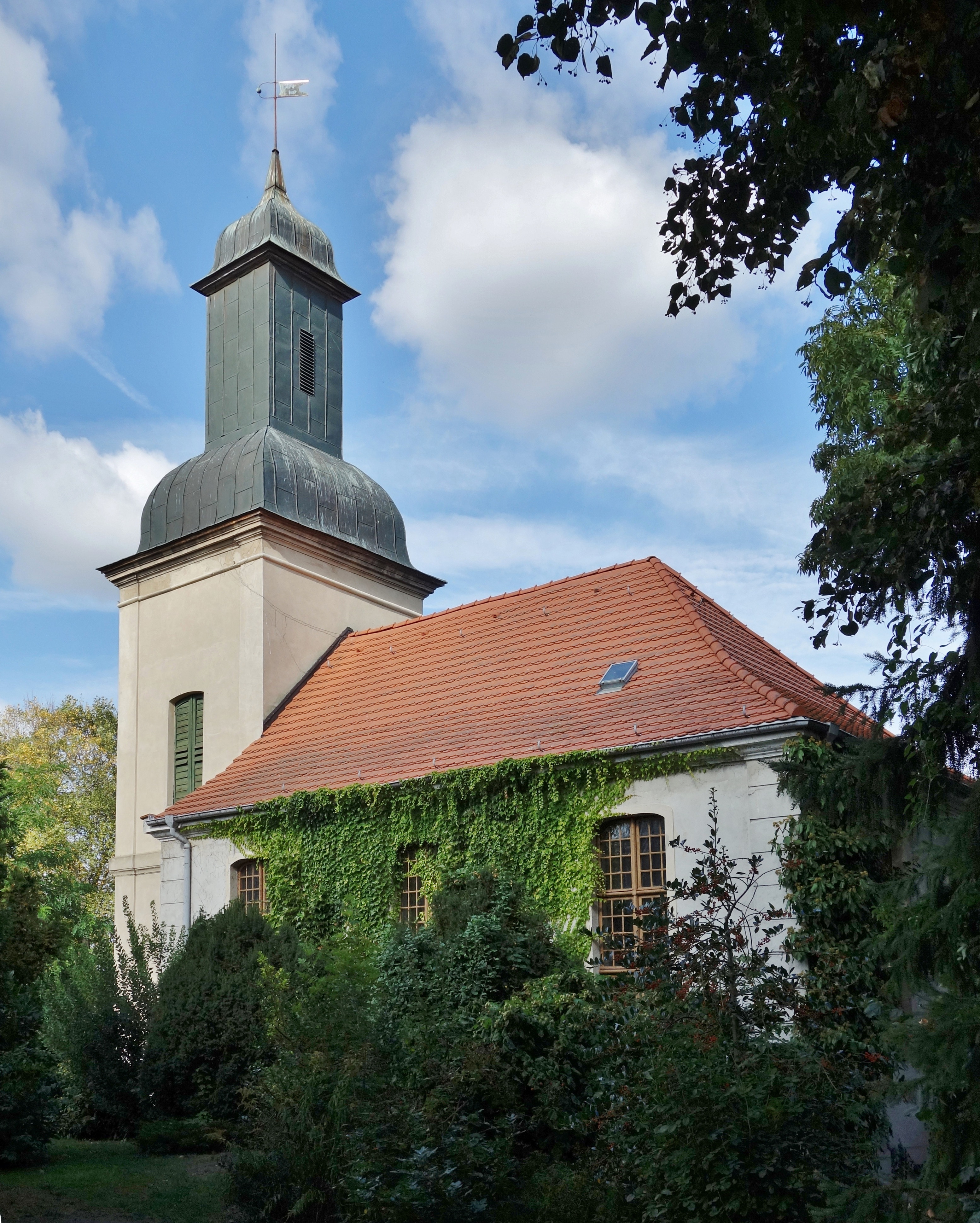
Dorfkirche Potsdam-Grube

Die Dorfkirche Grube ist ein evangelisches Kirchengebäude im Potsdamer Ortsteil Grube. Der denkmalgeschützte Kirchenbau mit der Anschrift Neue Dorfstraße 2 gehört zum evangelischen Kirchenkreis Potsdam der Evangelischen Kirche Berlin-Brandenburg-schlesische Oberlausitz.

## Geschichte und Architektur
Im Jahr 1590 wurde ein Vorgängerbau errichtet, der bis 1745 bestand. Die Saalkirche wurde von 1745 bis 1746 erbaut. Erste Instandsetzungen fanden zwischen 1815 und 1880 statt. Von 1880 bis 1890 erfolgte eine Grundsanierung. Nach dem Zweiten Weltkrieg verfiel das Bauwerk zunehmend und wurde sowohl 1985 als auch 1996 restauriert. Der barocke Ziegelbau ist verputzt und weist eine schlichte Fassadengliederung auf. Die durch jeweils drei Fenster geöffneten Längsseiten des Kirchenschiffs sind mit gequaderten Lisenen versehen. Unterhalb des verkürzten mittleren Fensters auf der Südseite ist der Eingang in den Kirchenraum. Die östliche Schmalseite hat zwei Fensteröffnungen. Der Turm hat zwei große Fensteröffnungen im Norden und Süden sowie ein schlichtes Portal im Westen. Darüber setzt ein Gurtgesims das Traufgesims des Kirchenschiffs fort. Das obere Turmgeschoss hat an drei Seiten mit Läden verschlossene Schallöffnungen; über der westlichen ist noch ein kleineres Fenster angeordnet. Oberhalb des die schlichten, durch einfache Ecklisenen gegliederten Turmfassaden abschließenden Gesimses bekrönt eine mit Kupfer beschlagene welsche Haube den Kirchturm. Das im Osten abgewalmte Dach des Kirchenschiffs ist mit Ziegeln gedeckt.
Im schlichten Inneren der Kirche befindet sich ein Kanzelaltar aus der Bauzeit. Die Glocke besteht aus Bronze und wurde 1745 vom Glockengießer Johann Christian Schultze aus Berlin hergestellt. Die Orgel stammt aus dem Jahr 1890 und wurde vom Potsdamer Orgelbauer Carl Eduard Gesell angefertigt. Das kleine Instrument hat sechs Register auf einem Manual und dem Pedal. Sowohl die Glocke als auch die Orgel stehen wie das Gebäude unter Denkmalschutz.